# New Delhi World Book Fair
Die New Delhi World Book Fair (NDWBF) ist Indiens älteste Buchmesse, die seit 1972 in Neu-Delhi abgehalten. Sie ist eine Publikumsmesse, die derzeit jährlich über eine Million Besucher anzieht. Nach eigenen Angaben ist die NDWBF „die größte Buchveranstaltung in der afro-asiatischen Region“. Sie wird seit 2013 von der National Book Trust organisiert, einer autonomen Organisation, die dem Ministry of Human Resource Development der indischen Regierung untersteht.

## Geschichte

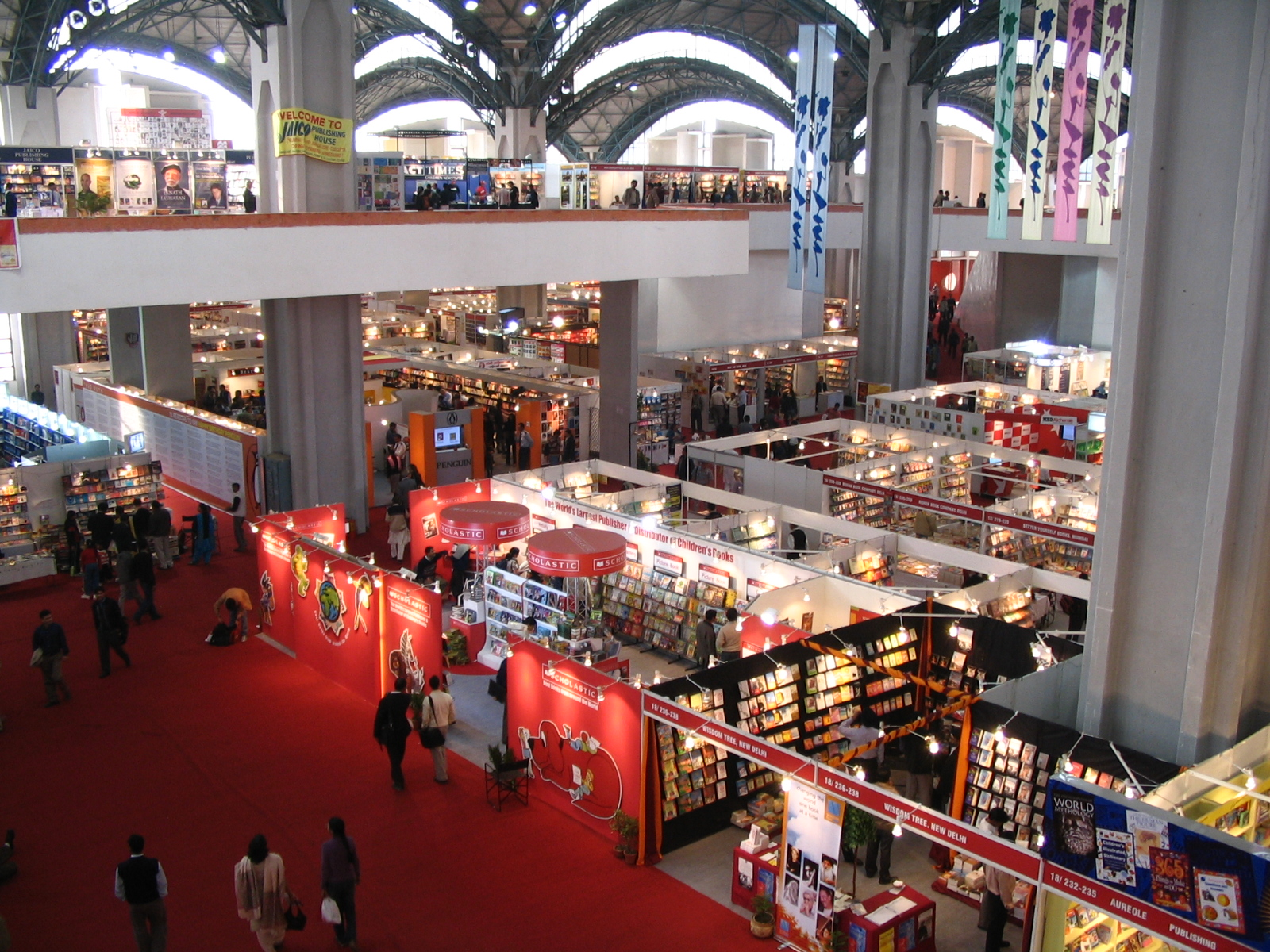
Die New Delhi World Book Fair im Pragati Maidan, Halle 18 (2006).

Die erste Messe fand vom 18. März bis 4. April 1972 mit 200 Ausstellern am Windsor Place statt. Sie wurde vom indischen Staatspräsidenten V. V. Giri feierlich eröffnet. Seit der zweiten Messe 1976 ist das Pragati Maidan – ein 1972 eröffnetes Konferenz- und Messezentrum nahe der Festungsanlage Purana Qila – Ort der Veranstaltung. Bis 2012 fand die NDWBF alle zwei Jahre statt und hatte 2008 mit 1343 Ausstellern den bislang größten Zuspruch. Seit 2012 findet die Buchmesse jährlich im Januar/Februar statt.
Die 20. NDWBF fand vom 25. Februar bis 4. März 2012 statt. Sie wurde vom indischen Bildungsminister Kapil Sibal eröffnet und hatte „Towards 100 years of Indian Cinema“ zum Thema.
Die 24. NDWBF, die unter dem Motto „Vivid Bharat – Diverse India“ stand, fand vom 9. bis 17. Januar 2016 statt. Gastland (Guest of Honour Country) war China. Die Messe wurde von der indischen Bildungsministerin Smriti Irani eröffnet. Die 25. NDWBF fand vom 7. bis 15. Januar 2017 statt. Das Thema dieser Messe war Books on and By Women.

## Aussteller
Die folgende Grafik zeigt den Verlauf der Ausstellerzahl seit der ersten Messe 1972: